# Juniperus saxicola
Juniperus saxicola är en cypressväxtart som beskrevs av Nathaniel Lord Britton och Percy Wilson. Juniperus saxicola ingår i släktet enar, och familjen cypressväxter. IUCN kategoriserar arten globalt som sårbar. Inga underarter finns listade i Catalogue of Life.